# Цуревский
Цуревский — хутор в Апшеронском районе Краснодарского края России. Входит в состав Апшеронского городского поселения.

## Население
| 2002 | 2010 |
| ---- | ---- |
| 272  | ↗324 |

## Улицы
- ул. Полевая,
- пер. Полевой,
- ул. Совхозная.